# Grant Rosenmeyer
Grant Mandel Rosenmeyer (* 3. Juli 1991 in Manhasset, Long Island, New York) ist ein US-amerikanischer Schauspieler und Filmproduzent.

## Leben
Grant Rosenmeyer wurde 1991 als einziges Kind von Debra and Colin Rosenmeyer in Manhasset geboren. Im Alter von acht Jahren begann seine Karriere als professioneller Schauspieler. Am Broadway wirkte er in Macbeth und Les Misérables mit, bevor er 2001 im Film Die Royal Tenenbaums sein Filmdebüt gab. Von 2002 bis 2003 spielte er die Hauptrolle in der Serie Oliver Beene. Außerdem hatte er Gastauftritte in Late Night with Conan O’Brien, Monk und Lass es, Larry!.

## Filmografie
- 2000: TV Funhouse (TV-Serie)
- 2001: Die Royal Tenenbaums (The Royal Tenenbaums)
- 2003: The Hebrew Hammer
- 2003–2004: Oliver Beene (TV-Serie, 24 Folgen)
- 2005: Jonny Zero (TV-Serie, eine Folge)
- 2005: Monk (TV-Serie, eine Folge)
- 2005: Lass es, Larry! (Curb Your Enthusiasm) (TV-Serie, 1 Folge)
- 2006: Teachers. (TV-Serie, eine Folge)
- 2007: I Do & I Don’t
- 2008: Fugue
- 2011: Opening Day (Kurzfilm)
- 2011: To Snowy Nowhere (Kurzfilm)
- 2011: Blue Bloods – Crime Scene New York (TV-Serie, 1 Folge)
- 2012: The Florist (Kurzfilm)
- 2016: Money Monster
- 2017: Chasing the Blues
- 2019: Come As You Are – Roadtrip ins Leben (Come As You Are, auch Produktion)
- 2023: The Secret Art of Human Flight (auch Produktion)